# Зупинись і гори (телесеріал)
Зупинись і гори (англ. Halt and Catch Fire) — американський телевізійний серіал у жанрі історична драма створений Крістофером Кентуеллом і Крістофером С. Роджерсом, прем'єра відбулася 1 червня 2014 на AMC. Події перших двох сезонів відбуваються в техаській  Кремнієвій прерії початку 1983, і розповідають зсередини про революцію персональних комп'ютерів; у третьому сезоні події розгортаються в Кремнієвій долині. Назва серіалу походить від інструкції машинного коду HCF (Halt and Catch Fire, виконання якої зупиняє роботу центрального процесора комп'ютера (слово «гори» використовується як жарт)
У серпні 2014, AMC повідомила про другий сезон Halt and Catch Fire, який почав транслюватися 31 травня 2015 і закінчив 2 серпня 2015. У жовтні 2015, AMC оголосила про зйомки третього сезону, перша серія з’явилася 21 серпня 2016, 10 жовтня 2016 AMC з’явила про зйомки четвертого останнього сезону, який вперше транслювали в США 19 серпня 2017 і останній епізод якого вийшов 14 жовтня 2017 року.

## У ролях

### Головні
- Лі Пейс — Джо Макміллан
- Скут Макнейрі — Ґордон Кларк
- Керрі Біше — Донна Кларк
- Маккензі Девіс — Кемерон Гау
- Тобі Гасс — Джон Бозворт
- Алекса Палладіно — Сара Вілер

### Другорядні
- Морган Хінклман — Джоані Кларк (1-3 сезони)
  - Кетрін Ньютон — Джоані Кларк (3-4 сезони)
- Август Емерсон — Малкольм «Лев» Левітан
- Купер Ендрюс — Йо-Йо Енгберк
- Аннетт ОʼТул — Сьюзан Емерсон
- Джон Гетц — Джо Макміллан-старший
- Джеймс Кромвелл — Джейкоб Вілер
- Марк О'Браєн — Том Рендон
- Аннабет Гіш — Даян Гулд
- Меттью Ліллард — Кен Діболд
- Анна Кламскі — доктор Кейті Херман

## Зйомка
У листопаді 2012 року AMC замовив пілотну зйомку Зупинись і гори, зйомки почалися у квітні 2013 в місті Атланта, штат Джорджія. У липні 2013 AMC анонсував перший сезон серіалу і повідомили що він міститиме 10 серій. Творцями серіалу стали Крістофер Кентуелл і Крістофер С. Роджерс, з Джонатан Ліско як шоуранером. У серпні 2014 року AMC анонсував другий сезон на десять серій, показ якого почався 31 травня 2015 року та завершився 2 серпня 2015 року. Ліско покинув проект після другого сезону.
На створення серіалу вплинула біографія Стіва Джобса і  The Soul of a New Machine Трейсі Кіддерса

## Дистрибуція
Перший сезон випустили 5 травня 2015 року на DVD і Blu-ray в регіоні 1. Його також випустили на Netflix і AMC.com для домашньої трансляції 8 квітня 2015, на обмежений час. Перший сезон також доступний на Amazon Prime Instant Video у Великій Британії та Німеччині. Другий сезон випустили на DVD в регіоні 1 9 серпня 2016.

## Відгуки

### Критика
Перший сезон отримав загалом позитивні відгуки від критиків і має рейтинг Metacritic 69 зі 100, на базі 30 оглядів. Агрегатор оглядів Rotten Tomatoes дав першому сезону рейтинг 78% при середній оцінці 7.3 із 10 на основі 40 оглядів Мет’ю Ґілберт з Бостон Глоуб висловив сподівання на успіх після прем’єри і написав "Легко зрозуміти чому глядачі тепло прийняли його. Вибравши Даллас 1983 року AMC зробила акцент на притаманний їй візуальний стиль, поєднуючи з кінематографічністю Пуститися берега і елегантністю Божевільні, знайшли місце і для брендової особливості". Говорячи про персонажів Ґілберт додав, "Ґордон і Джо, як Стів Возняк і  Стів Джобс. До цього додати енергійну молоду 22-літню програмістку Кемерон Гау... і вийде гримуча суміш, яка готова вибухнути".
Другий сезон отримав загалом позитивні відгуки, деякі критики наголоси на ряді покращень порівняно з першим сезону. На Metacritic, отримав оцінку 73 із 100 на базі 8 оглядів. Rotten Tomatoes дав другому сезону рейтинг 94% із середньою оцінкою 8.3 з 10, на базі 18 оглядів